# Kajetanówka (powiat biłgorajski)
Kajetanówka – wieś w Polsce położona w województwie lubelskim, w powiecie biłgorajskim, w gminie Biłgoraj.
W latach 1975–1998 miejscowość należała administracyjnie do województwa zamojskiego. 
Wieś jest sołectwem w gminie Biłgoraj. Według Narodowego Spisu Powszechnego z roku 2011 wieś liczyła 121 mieszkańców i była 25. co do wielkości miejscowością gminy.
Wierni Kościoła rzymskokatolickiego należą do parafii św. Jadwigi Śląskiej w Hedwiżynie.